# 대한민국 농촌진흥청
농촌진흥청(農村振興廳)은 농촌진흥에 관한 사무를 관장하는 대한민국의 중앙행정기관이다. 청장은 차관급 정무직공무원으로, 차장은 고위공무원단 가등급에 속하는 일반직공무원으로 보한다.

## 소관 사무
- 국가의 기본 산업인 농업의 발전과 농업인의 복지향상 및 농촌자원의 효율적 활용을 도모하기 위하여 농업·농업인·농촌과 관련된 과학기술의 연구개발·보급, 농촌지도, 교육훈련 및 국제협력에 관한 사항을 추진함으로써 농촌지역의 진흥과 국가발전에 기여

## 연혁
- 1949년 1월 6일: 농림부에 중앙농업기술원 설치.[4]
- 1949년 10월 7일: 중앙농업기술원으로부터 토양 및 토성에 관한 사무를 이관받아 농림부 소속으로 중앙토양연구소 설치.[5] 농림부 소속으로 중앙가축위생연구소 설치.[6]
- 1952년 5월 10일: 중앙농업기술원으로부터 축산에 관한 사무를 이관받아 농림부 소속으로 중앙축산기술원 설치.[7]
- 1953년 5월 20일: 중앙농업기술원으로부터 원예에 관한 사무를 이관받아 농림부 소속으로 중앙원예기술원 설치.[8]
- 1957년 5월 28일: 중앙토양연구소, 중앙농업기술원, 중앙원예기술원, 중앙축산기술원 및 중앙가축위생연구소를 통합하여 농사원 설치.[9]
- 1961년 12월 26일: 농림부 소속으로 농림부훈련원 설치.[10]
- 1962년 4월 1일: 농사원과 농림부훈련원을 통합하여 농림부의 외청으로 농촌진흥청을 설치.[11]
- 1973년 3월 3일: 농수산부의 외청으로 소속 변경.[12]
- 1987년 1월 1일: 농림수산부의 외청으로 소속 변경.[13]
- 1996년 8월 8일: 농림부의 외청으로 소속 변경.[14]
- 2008년 2월 29일: 농림수산식품부의 외청으로 소속 변경.[15]
- 2013년 3월 23일: 농림축산식품부의 외청으로 소속 변경.[16]
- 2014년 7월 25일: 전라북도 전주시 완산구 소재 전북혁신도시로 이전.[17]
- 2018년 7월 1일: 전라북도 전주시의 행정구역 개편으로 전북혁신도시 지역인, 덕진구 장동 일부, 만성동 일부와 완산구에서 편입된 중동을 관할로 덕진구 혁신동이 신설되어, 덕진구로 주소 변경

## 조직
| 국                 | 담당관실·과                                                                                    |
| 청장 산하 하부조직 | 청장 산하 하부조직                                                                             |
| ------------------ | ---------------------------------------------------------------------------------------------- |
|                    | 대변인실                                                                                       |
| 차장 산하 하부조직 |                                                                                                |
| 기획조정관실       | 기획재정담당관실ㆍ혁신행정법무담당관실ㆍ지식정보화담당관실ㆍ고객지원담당관실                   |
|                    | 감사담당관실ㆍ운영지원과                                                                       |
| 연구정책국         | 연구정책과ㆍ연구개발과ㆍ연구관리과ㆍ농자재산업과ㆍ첨단농자재육성팀                             |
| 농촌지원국         | 지도정책과ㆍ기술보급과ㆍ농촌자원과ㆍ재해대응과ㆍ식량산업기술팀ㆍ청년농업인육성팀ㆍ농업인안전팀 |
| 기술협력국         | 국제기술협력과ㆍ국외농업기술과ㆍ농산업경영과ㆍ수출농업지원과                                   |

### 소속기관
- 청장의 관장 사무를 지원하는 기관
  - 국립농업과학원, 국립식량과학원, 농촌인적자원개발센터
- 청장의 관장 사무를 지원하는 책임운영기관
  - 국립원예특작과학원, 국립축산과학원

### 소속 자문위원회
| 위원회명             | 주관부처   | 설치근거                 | 비고 |
| -------------------- | ---------- | ------------------------ | ---- |
| 농약안전성심의위원회 | 농촌진흥청 | 농약관리법 시행령 제11조 |      |
| 비료공정규격심의회   | 농촌진흥청 | 비료관리법 제4조         |      |

## 정원
농촌진흥청에 두는 공무원의 정원은 다음과 같다.
| 총계      | 총계              | 344명 |
| --------- | ----------------- | ----- |
| 정무직 계 | 정무직 계         | 1명   |
|           | 청장              | 1명   |
|           |                   |       |
| 일반직 계 | 일반직 계         | 343명 |
|           | 고위공무원단      | 5명   |
|           | 3급 이하 5급 이상 | 129명 |
|           | 6급 이하          | 203명 |
|           | 전문경력관        | 6명   |

## 재정
총수입·총지출 기준 2023년 재정 규모는 다음과 같다.
| 구분                    | 세입예산        | 작년 대비 증감 |
| ----------------------- | --------------- | -------------- |
| 일반회계                | 124억 5800만 원 | +6.83%         |
| 국가균형발전특별회계    | 21억 9000만 원  | -25.36%        |
| 농어촌구조개선 특별회계 | 12억 9500만 원  | -24.62%        |
|                         |                 |                |
| 합계                    | 159억 4300만 원 | -9.11%         |

| 구분                    | 구분      | 세출예산             | 작년 대비 증감 |
| ----------------------- | --------- | -------------------- | -------------- |
| 일반회계                | 농업·농촌 | 1조 1514억 1600만 원 | +7.72%         |
| 국가균형발전특별회계    | 농업·농촌 | 804억 7500만 원      | -12.83%        |
| 농어촌구조개선 특별회계 | 농업·농촌 | 227억 7700만 원      | -19.04%        |
|                         |           |                      |                |
| 합계                    | 합계      | 1조 2546억 6800만 원 | +5.49%         |

## 정책
1960년대에 동독에서 보관하던 토종 종자가 농촌진흥청 국립농업유전자원센터에 돌아왔다. 국산 난 팔레놉시스도 공개하였다.

## 같이 보기
- 농촌진흥청장
- 농촌진흥청 차장
- 국가농림기상센터

### 내용주
1. ↑  개방형 직위.
2. ↑  2024년 10월 14일까지 존속하는 한시조직.
3. ↑  2025년 10월 31일까지 존속하는 한시조직.
4. ↑  2024년 6월 30일까지 존속하는 한시조직.
5. ↑  2026년 3월 31일까지 존속하는 한시조직.

### 참조주
1. 1 2  「농촌진흥청과 그 소속기관 직제」 별표 1
2. 1 2  기획재정부. “열린재정 > 재정연구분석 > 재정분석통계 > 예산편성현황(총수입)”. 《열린재정》. 2023년 1월 13일에 확인함.
3. 1 2  기획재정부. “열린재정 > 재정연구분석 > 재정분석통계 > 세목 예산편성현황(총지출)”. 《열린재정》. 2023년 1월 13일에 확인함.
4. ↑  대통령령 제45호
5. ↑  대통령령 제192호
6. ↑  대통령령 제193호
7. ↑  대통령령 제640호
8. ↑  대통령령 제790호
9. ↑  대통령령 제1274호
10. ↑  각령 제316호
11. ↑  법률 제1038호
12. ↑  법률 제2557호
13. ↑  법률 제3854호
14. ↑  법률 제5153호
15. ↑  법률 제8852호
16. ↑  법률 제11690호
17. ↑  홍용덕 (2014년 7월 24일). “농진청 '수원 시대' 막내렸다”. 《한겨레》. 2018년 2월 7일에 원본 문서에서 보존된 문서. 2017년 7월 13일에 확인함.
18. ↑  박병률 (2009년 5월 3일). “獨서 한반도 토종 종자 돌려받는다”. 《경향신문》. 2010년 8월 16일에 확인함.[깨진 링크(과거 내용 찾기)]